# 横田綱邑
横田 綱邑（よこた つなむら）は、戦国時代の武士。下野宇都宮氏の家臣。下野国河内郡横田館主。

## 略歴
横田氏は藤原北家宇都宮氏5代宇都宮頼綱の次男・越中守頼業が横田郷を分知、その地名をとって横田を称したことに始まる。
横田綱英の子。
上三川・中三川・今泉・竹林・松野・石井・刑部・桑島等多数の庶子家を分派している。宇都宮一族では氏家・塩谷・多功氏と並んで屈指の一門であった。